# Stephanorhinus kirchbergensis
Stephanorhinus kirchbergensis byl pleistocenní druh dvourohého nosorožce z rodu Stephanorhinus obývající severní Eurasii. Žil ve stejném období jako Stephanorhinus hemitoechus. Na rozdíl od něj se však vyskytoval v lesích a lesnatých oblastech. Živil se převážně měkkou rostlinnou potravou.

## Popis
S. kirchbergensis vážil od 1,6 do 2,9 tuny.  V kohoutku mohl dosahovat výšky až 2,5 metru.

## Vědecká synonyma
- Rhinoceros incisivus Merck,1784
- Rhinoceros megarhinus de Christol 1834
- Rhinoceros leptorhinus Cuvier 1836
- Rhinoceros kirchbergensis Jäger 1839
- Rhinoceros mercki (merckii, mercki, merki, Mercki) Kaup,1841
- Dicerorhinus mercki (Kaup,1841)
- Rhinoceros leptorhinus Owen 1850
- Rhinoceros (Tichorhinus) Merckii Brandt 1877
- Rhinoceros Mercki (Merckii) var. Brachycephala Schroeder 1903
- Coelodonta merckii Abel 1919
- Dicerorhinus kirchbergensis Hooijer 1947
- Dicerorhinus mercki (kirchbergensis) (Jäger) var. Brachycephalus Schroeder
- Dicerorhinus merckii Mayer 1971[2]

## Galerie

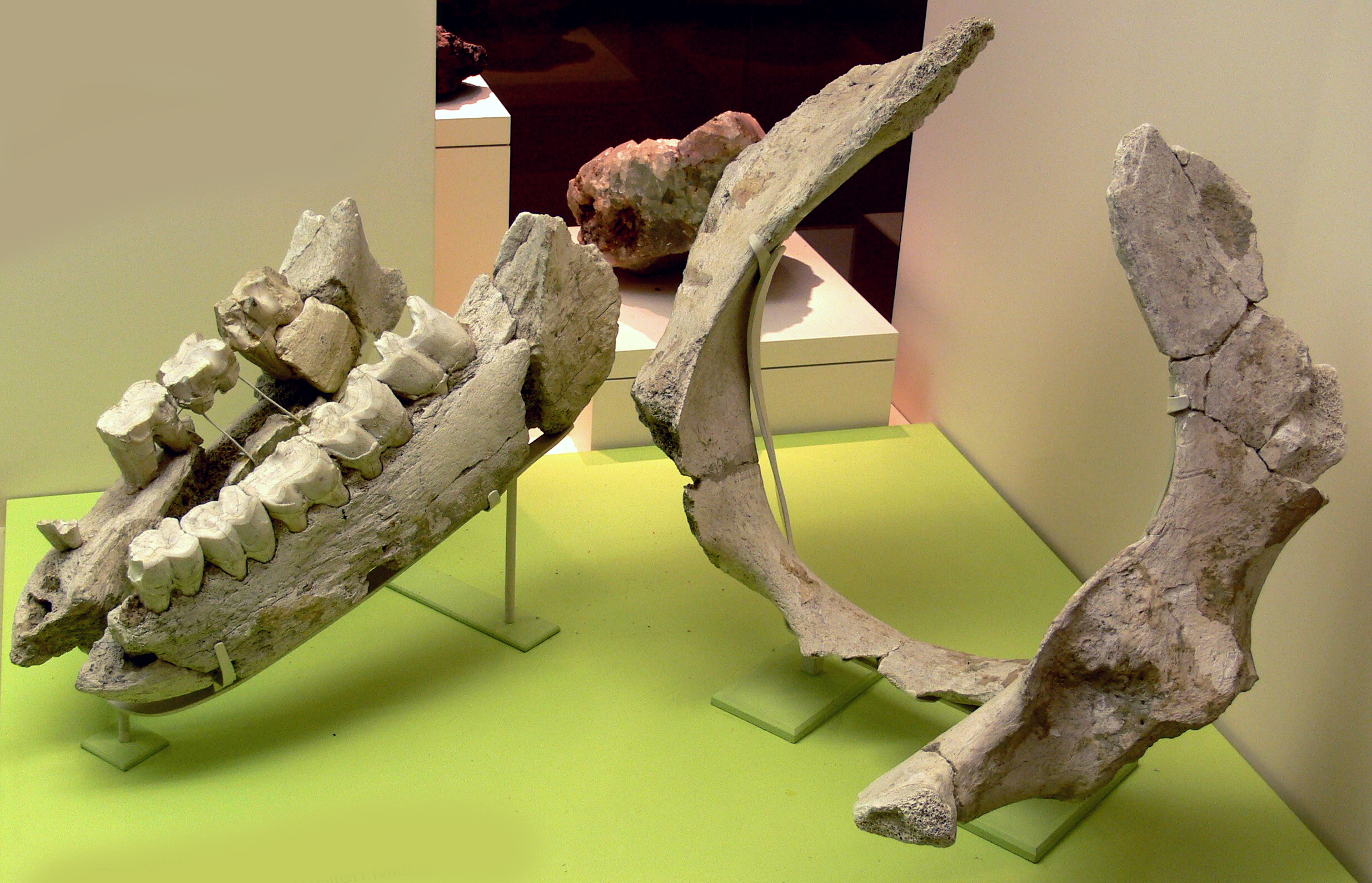
Spodní čelist a fragmenty pánevní kosti S. kirchbergensis uložené v Museum zu Allerheiligen v Schaffhausenu
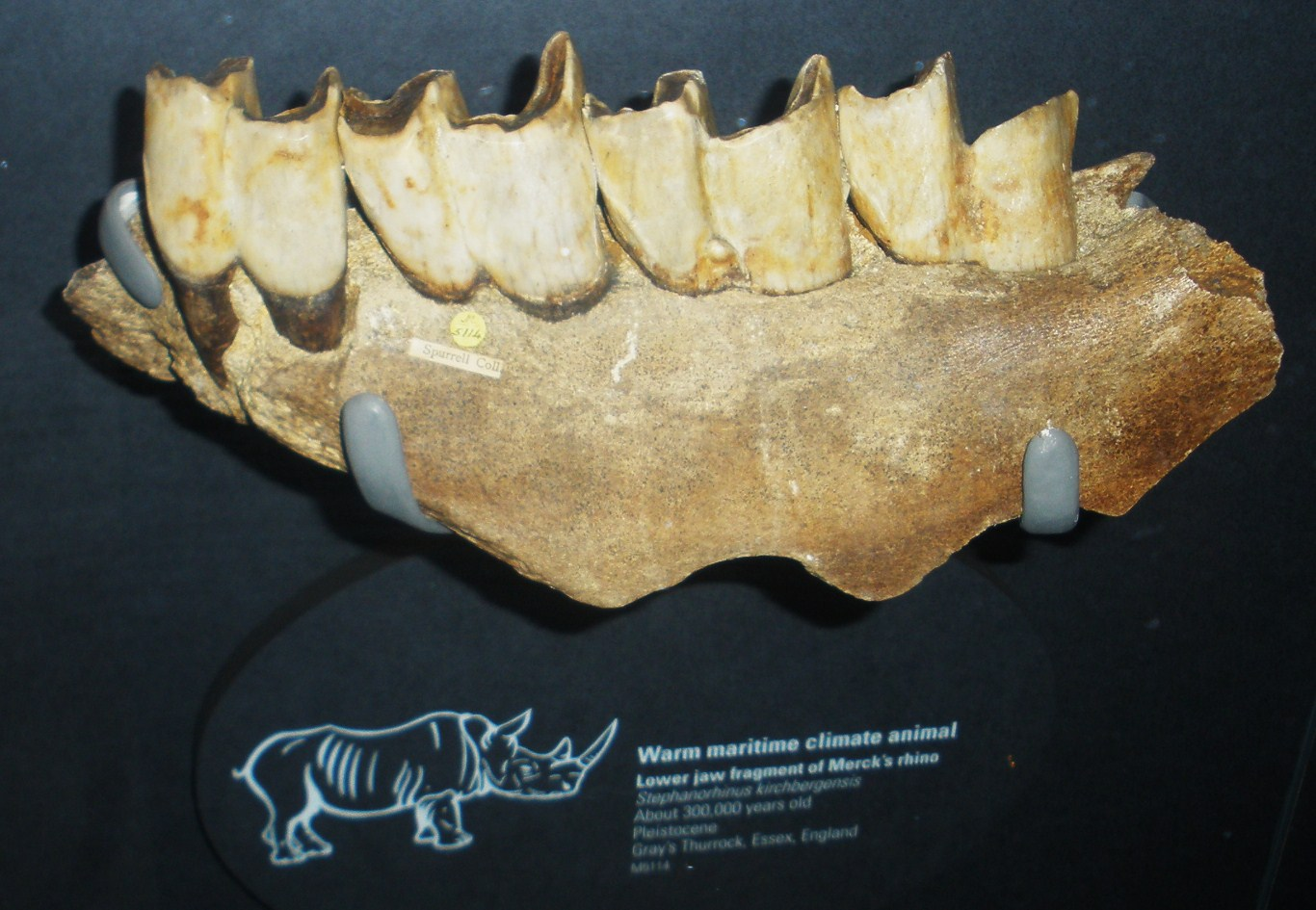
Spodní čelist S. kirchbergensis
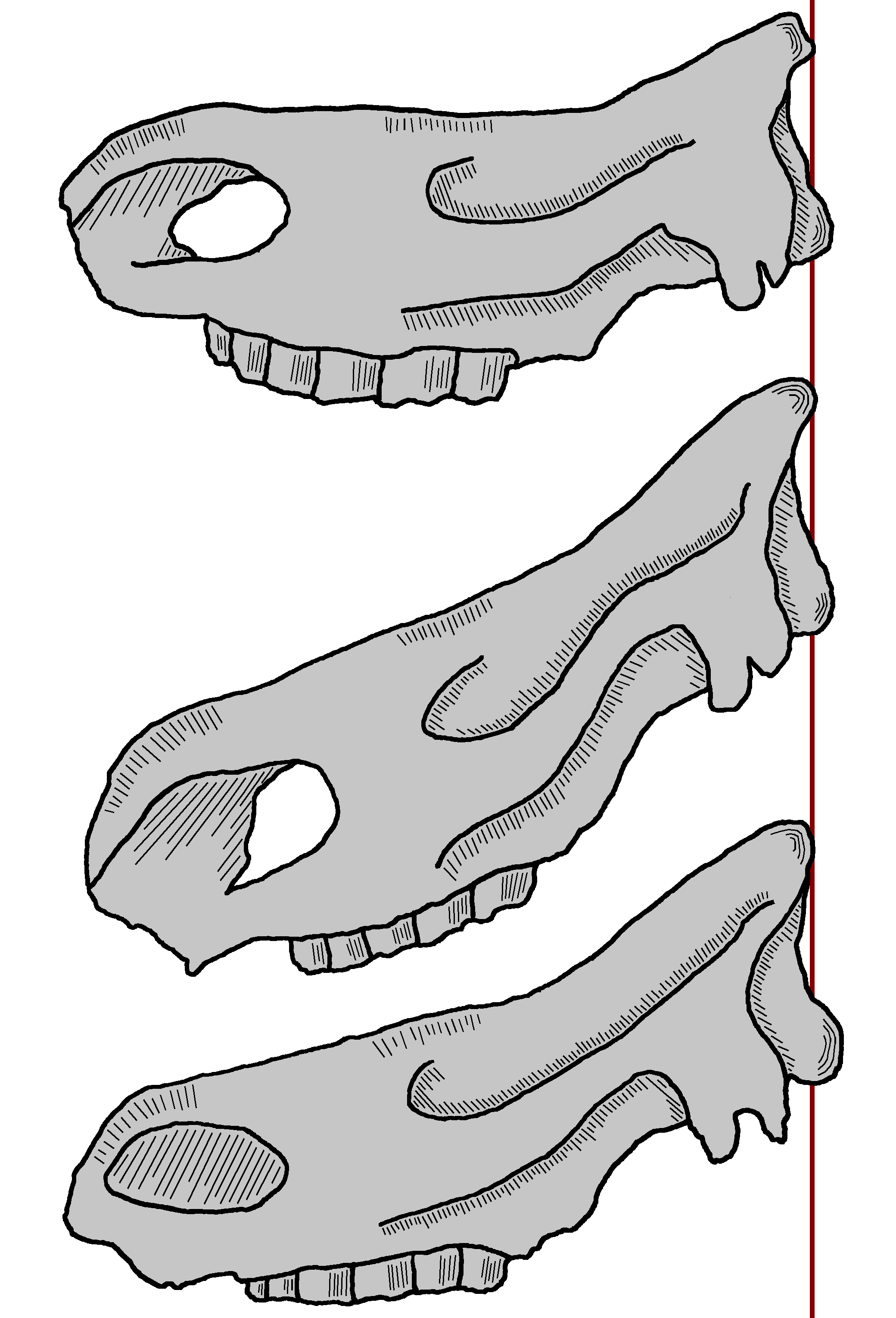
Srovnání lebek S. kirchbergensis (nahoře), S. hemiotechus (uprostřed) a nosorožce srstnatého
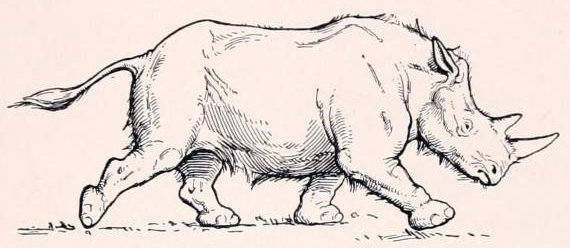
Kresebná rekonstrukce S. kirchbergensis